# Paulína Bátovská Fialková
Paulína Bátovská Fialková (* 25. Oktober 1992 in Brezno als Paulína Fialková) ist eine slowakische Biathletin.

## Karriere

### Juniorenbereich (bis 2013)
Paulína Bátovská Fialková gab ihr internationales Debüt im Rahmen der Juniorenweltmeisterschaften 2010 in Torsby, bei denen sie 49. des Einzels, Neunte des Sprints, 22. der Verfolgung und Elfte im Staffelrennen wurde. Es folgten die Rennen der Juniorinnen bei den Sommerbiathlon-Weltmeisterschaften 2010 in Duszniki-Zdrój, wo Bátovská Fialková 27. des Sprints und 28. der Verfolgung wurde. 2011 startete die Slowakin zunächst bei den Juniorenweltmeisterschaften in Nové Město na Moravě und wurde Neunte des Einzels, 12. des Sprints, 24. der Verfolgung und Staffel-Siebte. Es folgten die Juniorenrennen der Europameisterschaften 2011 in Ridnaun, bei denen sie auf die Ränge 27 im Einzel, 22 im Sprint, 28 im Verfolger und 10 mit der Mixed-Staffel. Im weiteren Jahresverlauf gewann sie bei den Sommerbiathlon-Europameisterschaften 2011 in Martell mit Lucia Šimová, Tomáš Hasilla und Michal Kubaliak die Silbermedaille im Mixed-Staffelmedaille der Junioren und wurde Siebte des Sprints und Sechste der Verfolgung. Vierte internationale Meisterschaften des Jahres wurden die Sommerbiathlon-Europameisterschaften 2011 in Nové Město. Im Sprint belegte sie den 32., im Verfolgungsrennen den 18. und im Mixed-Staffelrennen den siebten Rang. 2012 nahm Bátovská Fialková als erstes an den Juniorenrennen der Europameisterschaften in Osrblie teil und wurde 39. des Einzels, 29. des Sprints, 15. des Verfolgers und Achte mit der Mixed-Staffel. In Kontiolahti folgten die Juniorenweltmeisterschaften, bei denen sie 52. des Einzels, 14. des Sprints, 23. der Verfolgung und Zehnte mit der Staffel wurde.
2010 debütierte Bátovská Fialková in Obertilliach bei den Frauen im IBU-Cup und wurde 33. eines Sprints sowie 31. eines Verfolgungsrennens und erreichte damit sogleich den Gewinn erster Punkte. Es waren zugleich ihre bislang besten Resultate in der zweithöchsten Rennserie.
2012 bestritt die Slowakin in Nové Město ihr erstes Rennen im Weltcup und erreichte Rang 83 im Sprint. Ihre erste internationale Meisterschaft bei den Frauen wurden die Biathlon-Weltmeisterschaften 2012 in Ruhpolding. Im Sprint lief sie auf den 86. Platz. Mit Jana Gereková, Anastasiya Kuzmina und Martina Chrapánová kam sie als Schlussläuferin auf den achten Platz. Noch bis zum ersten Schießen Bátovská Fialkovás lag die Staffel in Medaillennähe, diese Position konnte Bátovská Fialková nicht halten, was auch an einer Strafrunde beim letzten Schießen lag. Bei den Biathlon-Juniorenweltmeisterschaften 2013 in Obertilliach verpasste sie mit Platz 4 im Einzel eine Medaille.
Bei den Junioren-Sommerbiathlon-Weltmeisterschaften 2013 in Forni Avoltri gewann sie Sprint und Verfolgung jeweils vor ihrer Schwester Ivona, in der Mixed-Staffel belegte sie mit der Slowakei den dritten Rang.

### Regelmäßige Einsätze im Weltcup (2013 bis 2017)
In der Saison 2013/14 lief Bátovská Fialková erstmals in die Punkteränge, als sie beim Sprint von Kontiolahti alle Scheiben traf und Platz 10 belegte. In der Verfolgung blieb ihr mit Platz 56 ein weiterer Punkteerfolg verwehrt. In Oslo gelang ihr mit Platz 24 im Sprint ein weiterer Sprung in die Weltcup-Punkte. Bei den Olympischen Winterspielen 2014 in Sotschi verpasste sie mit Platz 72 im Sprint die Möglichkeit auf die Teilnahme an der Verfolgung. Ein zweites Mal durfte sie mit der slowakischen Frauenstaffel an den Start gehen, die Platz 14 belegte. In der folgenden Saison gelangen Bátovská Fialková drei Platzierungen unter den Top 40.
Ab 2015 lief sie häufiger in die Punkte, in Ruhpolding schaffte sie mit Platz 7 in der Verfolgung und Platz 6 im Einzel zwei weitere Top-Ten-Platzierungen. 2016/17 gelangen ihr drei Plätze unter den besten Zehn, mit Platz 5 in der Verfolgung von Kontiolahti gelang ihr ihre bislang beste Platzierung im Weltcup. Erfolgreich verliefen auch die Biathlon-Europameisterschaften 2016 in Tjumen, bei denen sie mit der slowakischen Mixed-Staffel sowie im Massenstart Silber holte. Im Sprint belegte sie Platz 5, in der Verfolgung Platz 10. Bei den Biathlon-Weltmeisterschaften 2017 belegte Bátovská Fialková den 27. Platz im Einzel, den 31. Platz im Sprint, den 12. Platz in der Verfolgung und den 10. Platz im Massenstart. Bei den Sommerbiathlon-Weltmeisterschaften 2017 in Tschaikowski gewann sie drei weitere Medaillen: Silber im Sprint und in der Mixed-Staffel sowie Bronze in der Verfolgung.

### Durchbruch und Etablierung in der Weltspitze (seit 2017)
In der Saison 2017/18 gelangen Bátovská Fialková ihre bis dahin besten Resultate. Beim Saisonauftakt in Östersund lief sie mit der Mixed-Staffel auf Platz 4, nur 7,7 Sekunden hinter dem Sieger Norwegen und knapp hinter Italien und Deutschland. Im Einzel lief sie auf den fünften Platz. Diese Platzierung konnte sie in der gleichen Disziplin bei den Olympischen Winterspielen 2018 in Pyeongchang wiederholen. Den Massenstart zum Saisonabschluss in Tjumen beendete sie auf dem zweiten Platz hinter Darja Domratschawa und schaffte es damit erstmals auf das Podium.
Bei den Sommerbiathlon-Weltmeisterschaften 2018 in Nové Město na Moravě gewann Paulína Bátovská Fialková den Sprint und beendete die Verfolgung hinter Veronika Vítková auf Platz 2.
Noch besser als 2017 verlief der Saisonstart 2018, als sie nach einem 13. Platz in der Mixed-Staffel in ihren ersten drei Einzelrennen jeweils unter den Top 10 landete. Nach Platz 4 im Einzel und Platz 6 im Sprint lief sie in der Verfolgung dank eines fehlerfreien Schießens auf Platz drei und erzielte damit ihren zweiten Podestplatz im Weltcup. Bei der Verfolgung in Hochfilzen startete sie als Siebte und wurde knapp hinter Kaisa Mäkäräinen Zweite, nachdem sie zwischenzeitlich in Führung gelegen hatte. Auch in Nové Město na Moravě erreichte sie mit Platz drei im Sprint und zwei im Massenstart mehrfach das Podium, sodass sie zum Jahreswechsel hinter Dorothea Wierer Zweite im Gesamtweltcup war. Der Januar 2019 lief dann weniger erfolgreich, außer einem dritten Rang im Massenstart von Ruhpolding erreichte Bátovská Fialková nicht die besten zehn. Auch bei der WM in Östersund konnte sie nicht an den Dezember anknüpfen; sie wurde zwar Fünfte im Einzel, gewann aber keine Medaille. Beim Weltcup-Finale in Oslo erreichte sie mit Platz drei im Sprint noch einmal die Podiumsränge. Insgesamt wurde sie Sechste im Gesamtweltcup, was ihr mit Abstand bestes Ergebnis darstellt.

## Privates
Paulína Bátovská Fialková wurde in Brezno am Rand der Niederen Tatra geboren und wohnt im nahegelegenen Čierny Balog. Ihre zwei Jahre jüngere Schwester Ivona Fialková war ebenfalls als Biathletin aktiv.
Im Frühjahr 2022 heiratete Paulína Fialková den ehemaligen slowakischen Geher Miloš Bátovsky uns startet seitdem unter dem Doppelnamen Bátovská Fialková.  An Heiligabend 2023 wurden sie Eltern einer Tochter. Aufgrund ihrer Schwangerschaft nahm Bátovská Fialková in der Saison 2023/24 nicht am Weltcup teil.

## Statistiken

### Weltcupplatzierungen
Die Tabelle zeigt alle Platzierungen (je nach Austragungsjahr einschließlich Olympische Spiele und Weltmeisterschaften).
- 1.–3. Platz: Anzahl der Podiumsplatzierungen
- Top 10: Anzahl der Platzierungen unter den ersten zehn (einschließlich Podium)
- Punkteränge: Anzahl der Platzierungen innerhalb der Punkteränge (einschließlich Podium und Top 10)
- Starts: Anzahl gelaufener Rennen in der jeweiligen Disziplin

| Platzierung               | Einzel | Sprint | Verfolgung | Massenstart | Staffel | Gesamt |
| ------------------------- | ------ | ------ | ---------- | ----------- | ------- | ------ |
| 1. Platz                  |        |        |            |             |         |        |
| 2. Platz                  |        |        | 1          | 2           |         | 3      |
| 3. Platz                  |        | 2      | 1          | 1           |         | 4      |
| Top 10                    | 5      | 5      | 6          | 5           | 15      | 36     |
| Punkteränge               | 9      | 23     | 21         | 12          | 37      | 102    |
| Starts                    | 15     | 50     | 27         | 12          | 37      | 141    |
| Stand: Saisonende 2018/19 |        |        |            |             |         |        |

### Olympische Winterspiele
|                                          | Einzelwettbewerbe | Einzelwettbewerbe | Einzelwettbewerbe | Einzelwettbewerbe | Staffelwettbewerbe | Staffelwettbewerbe |
| Sprint                                   | Verfolgung        | Einzel            | Massenstart       | Damenstaffel      | Mixedstaffel       |                    |
| ---------------------------------------- | ----------------- | ----------------- | ----------------- | ----------------- | ------------------ | ------------------ |
| Olympische Winterspiele 2014 Sotschi     | 72.               | –                 | –                 | –                 | 14.                | –                  |
| Olympische Winterspiele 2018 Pyeongchang | 11.               | 38.               | 5.                | 21.               | 5.                 | 20.                |
| Olympische Winterspiele 2022 Peking      | 14.               | 10.               | 42.               | 26.               | 19.                | 17.                |

### Weltmeisterschaften
|                                               | Einzelwettbewerbe | Einzelwettbewerbe | Einzelwettbewerbe | Einzelwettbewerbe | Staffelwettbewerbe | Staffelwettbewerbe | Staffelwettbewerbe |
| Sprint                                        | Verfolgung        | Einzel            | Massenstart       | Damenstaffel      | Mixed-Staffel      |                    |                    |
| --------------------------------------------- | ----------------- | ----------------- | ----------------- | ----------------- | ------------------ | ------------------ | ------------------ |
| Weltmeisterschaften 2012 Ruhpolding           | 86.               | –                 | –                 | –                 | 8.                 | –                  |                    |
| Weltmeisterschaften 2013 Nové Město na Moravě | 55.               | 53.               | –                 | –                 | 8.                 | –                  |                    |
| Weltmeisterschaften 2015 Kontiolahti          | 88.               | –                 | 53.               | –                 | 18.                | 17.                |                    |
| Weltmeisterschaften 2016 Oslo                 | 49.               | 23.               | 75.               | –                 | 14.                | 17.                |                    |
| Weltmeisterschaften 2017 Hochfilzen           | 31.               | 12.               | 27.               | 10.               | 8.                 | 12.                |                    |
| Weltmeisterschaften 2019 Östersund            | 48.               | DNS               | 5.                | 12.               | 6.                 | 12.                |                    |
| Weltmeisterschaften 2020 Antholz              | 16.               | 17.               | 24.               | 15.               | 17.                | –                  |                    |